# 유리 마트베예프
유리 마트베예프(1967년 6월 8일 ~ )는 러시아의 전 축구 선수이다. K리그에서 뛸 당시 등록명은 유리였다.